# Бой в Пишкоревцах
Бой в Пишкоревцах — бой между партизанами Осиекской ударной бригады 12-й Славонской дивизии Народно-освободительной армии Югославии (НОАЮ) и немецким полицейским батальоном. Состоялся 13 ноября 1944 года в населённом пункте Пишкоревци, расположенном в Хорватии недалеко от города Джяково в ближнем тылу Сремского фронта. Штурм немецкого опорного пункта в Пишкоревцах, обеспечивавшего охрану важных линий коммуникаций, проводился с целью исполнения приказа Главного штаба народно-освободительной армии и партизанских отрядов (ГШ НОАиПО) Хорватии, направленного на срыв движения немецких эшелонов на фронт и в обратном направлении. Бой завершился победой партизан и уничтожением почти всего немецкого батальона. Собственные потери бригады составили 23 человека, включая её командира Миливое Бабаца Обилича. Активное участие в бою принял «русский» батальон Осиекской бригады, состоявший из граждан СССР различных национальностей.

## Характеристика военной обстановки
После освобождения Белграда от немецких оккупантов части Красной армии и НОАЮ перешли реку Сава и 22 октября 1944 года овладели городом Земун. 12-й Воеводинский корпус, усиленный советскими артиллерийским и миномётным полками, форсировал Саву около населённых пунктов Обреновац и Скела и до конца октября освободил Восточный Срем. Здесь немцам удалось остановить дальнейшее продвижение югославских войск, в результате чего на линии Дунай (Шаренград) — Босут — Сава (Брчко) установился так называемый Сремский фронт.
С целью содействия наступлению Красной армии в Венгрии и югославским войскам в Воеводине, ГШ НОАиПО Хорватии приказал 6-му Славонскому и 10-му Загребскому корпусам максимально активизировать удары по главной немецкой линии коммуникации Белград — Загреб. В этой связи, 12-й Славонской дивизии, входившей в состав 6-го корпуса, был отведен район дороги Стари-Перковци — Стари-Микановци.

## Боевая задача и действия бригады

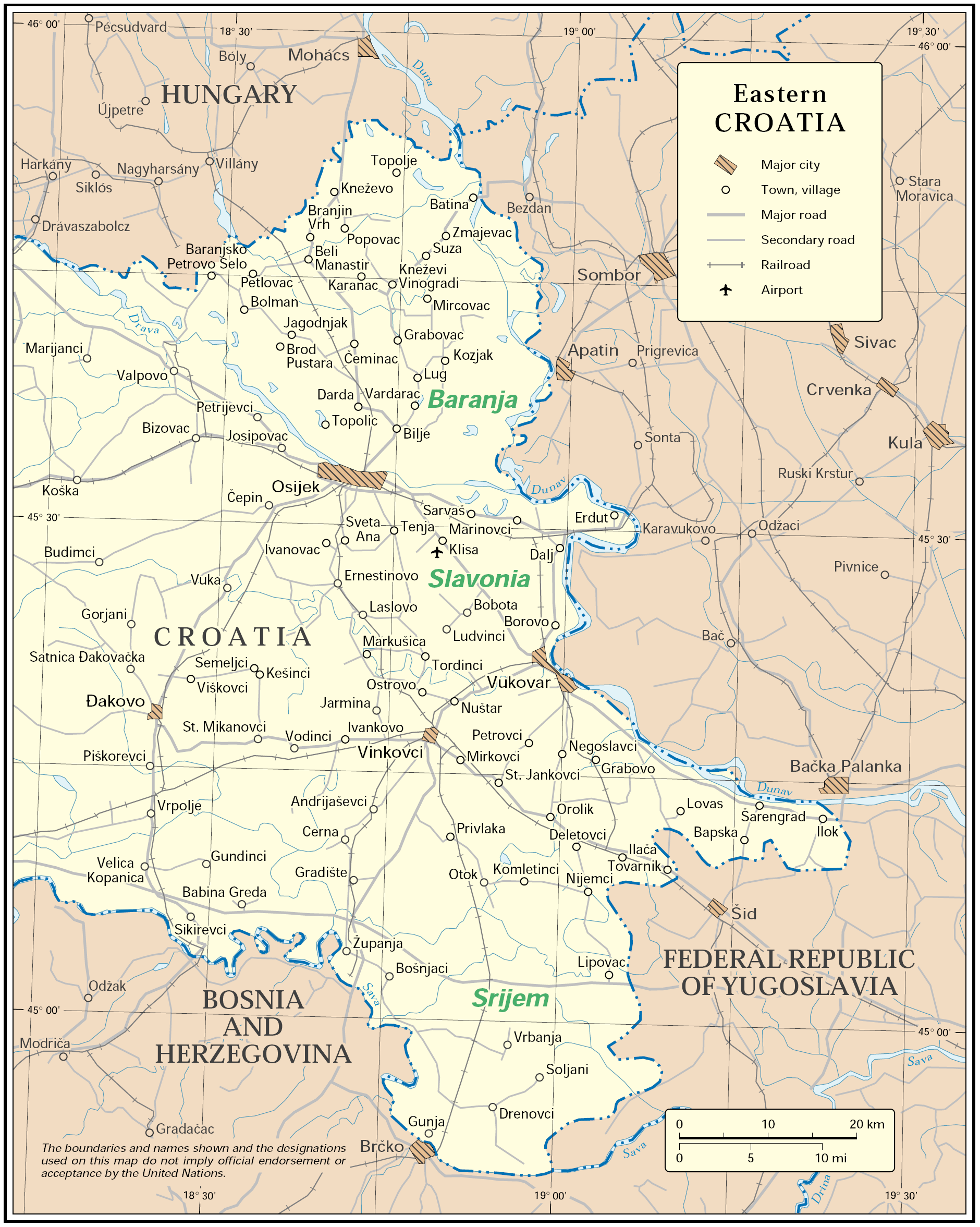
Восточная Хорватия

Перед бригадами 6-го Славонского корпуса, действовавшими в Славонии в ближнем тылу Сремского фронта, стояла задача сорвать движение немецких войск и грузов на фронт и в обратном направлении в Славонски-Брод и Загреб. В рамках этой операции, Осиекская ударная бригада в конце октября совершила переход по маршруту: Чачинци — Ораховица — Кутьево — Бектеж — Чаглин — Леваньска-Варош — Клокочевци — Врховне — Сушневци. Ей надлежало атаковать эшелоны, колонны и опорные пункты противника в районе Джяково. Численность бригада составляла около 1400 бойцов. В «русском» батальоне бригады было свыше 250 бойцов.
После серии диверсий на главной железной дороге, бригада получила задание уничтожить укреплённый опорный пункт фашистов в селе Пишкоревци, в 5 км к югу от города Джяково. Оборонял его 2-й немецкий полицейский батальон. На гарнизон в Пишкоревцах возлагалась задача обеспечения охраны линий коммуникаций с городом Славонски-Брод, а также частично городами Шамац и Винковци.
Нападение Осиекской бригады на опорный пункт в Пишкоревцах прикрывала с северного направления 12-я Славонская ударная бригада. Её задачей было предотвратить подход подкреплений противника из Джяково. С юга, со стороны Врполе, операцию обеспечивала 4-я Славонская бригада.

## Ход боя
Около полуночи с 12-го на 13 ноября 1944 года началась атака Осиекской бригады на позиции немецкого батальона. С севера наступал 1-й батальон, на восточной стороне села — 2-й, с запада атаковал 3-й батальон, а с юга — 4-й. Батальоны продвигались вперед под сильным огнём противника. Ведя огонь из всего оружия и приближаясь на расстояние броска гранаты, бойцы подавляли огневые точки немцев. Бой велся всю ночь и продолжился днем фактически без перерыва. Последний очаг сопротивления на подворье священника, где остатки гарнизона оборонялись в большом и массивном здании с толстыми стенами, был подавлен к 16 часам.

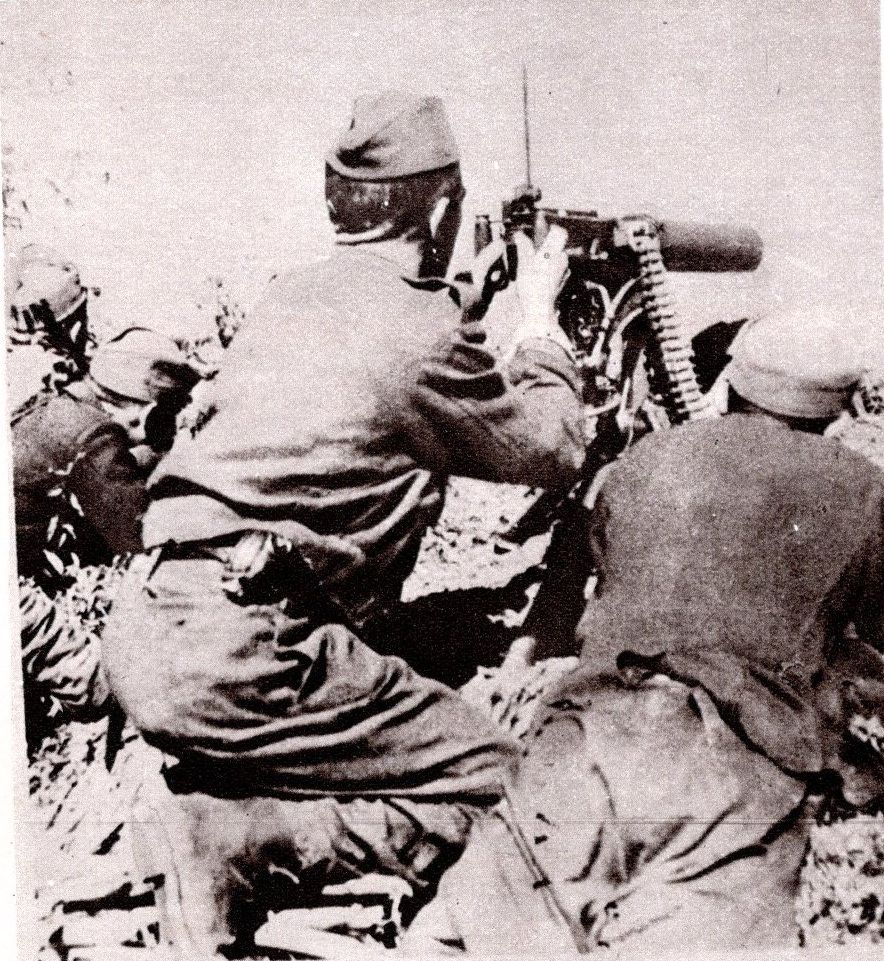
Пулемётный расчёт Осиекской бригады во время штурма немецкого опорного пункта в селе Пишкоревци, 13 ноября 1944 года

Вот что рассказал о впечатлениях боя его участник, боец «русского» батальона бригады Г. К. Платонов:

«Русский батальон должен был занять исходные позиции в овраге и фланговой атакой поддержать наступление бригады. В 23:30 наш батальон тихо подошел к оврагу и, никем не замеченный, сосредоточился в нём, наскоро оборудовав огневые позиции для пулемётов и противотанковых ружей… Ровно в полночь в небо взвилась красная ракета. В этот же миг из балки послышался сильный пулемётный и автоматный огонь. В селении начали глухо рваться мины. Противник был начеку и ответил сильным огнём… Приготовиться к атаке, приготовиться к атаке, — передали по цепи русского батальона… В этот момент командир батальона красной ракетой подал сигнал к атаке. По оврагу пронеслось дружное „ура“ и четыреста русских партизан бросились вперёд. Неприятель не выдержал атаки с фланга, дрогнул и в панике побежал из селения. Огонь не прекращался лишь в центре села, где на перекрестке у немцев имелся дзот. Русские партизаны выдвинули противотанковые ружья и несколькими меткими выстрелами заставили замолчать немецкие пулемёты. Селение было полностью освобождено от противника. Враг оставил на улице и во дворах около четырёхсот трупов своих солдат и офицеров…».

Победе Осиекской бригады способствовали бойцы 4-й и 12-й бригад. Как только в Пишкоревцах начался бой, немецкое подразделение из Врполе поспешило на помощь своим и попало в засаду 4-й бригады. Понеся потери, немцы отступили, бросив на поле боя 1 миномёт, 60 винтовок и 30 пистолетов. 12-я бригада также успешно предотвратила продвижение противника из Джяково.

## Итоги боя

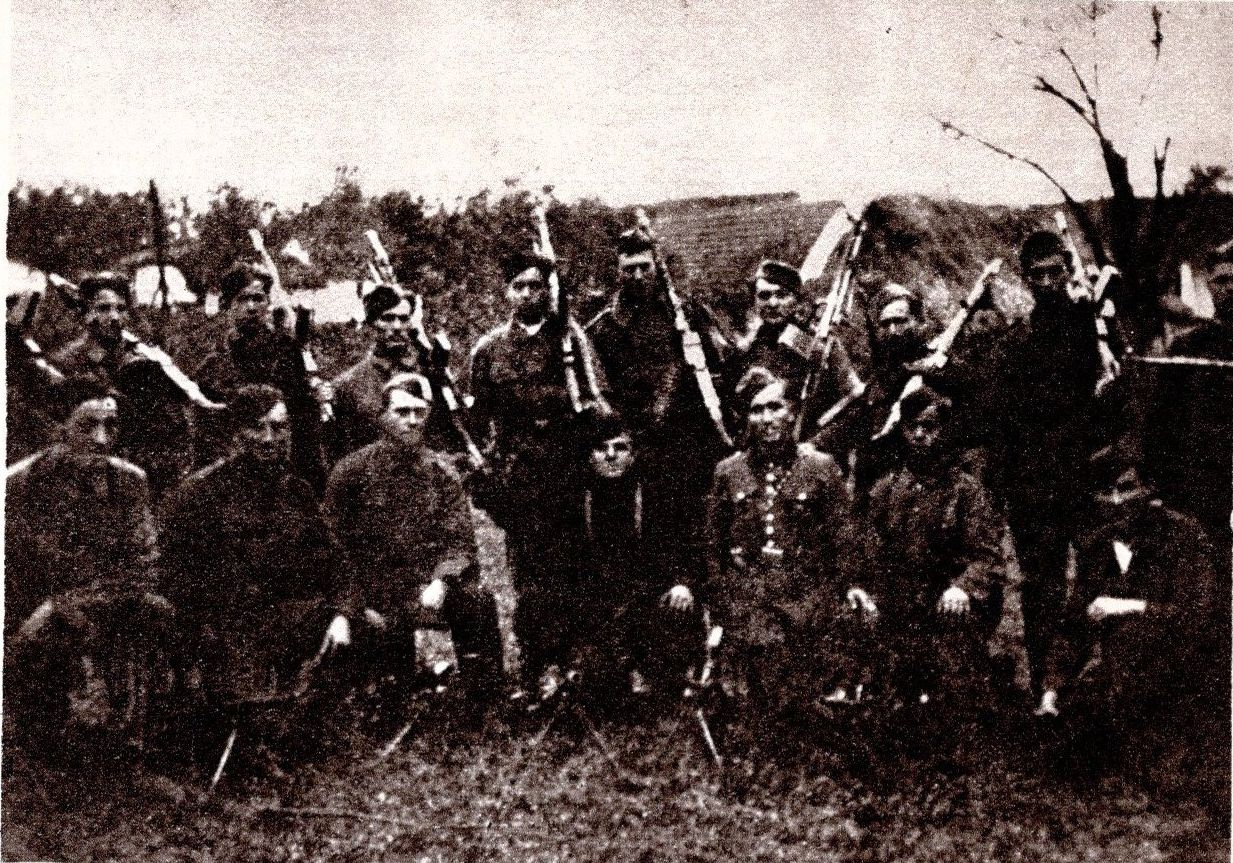
Пулемётчики Осиекской ударной бригады после боя за село Пишкоревци, Славония, ноябрь 1944 года

Почти весь немецкий батальон был уничтожен, его командир покончил жизнь самоубийством. Лишь часть солдат гарнизона вырвалась из окружения под покровом ночи. Были убиты 399 человек, в том числе 8 офицеров и 26 унтер-офицеров, 4 человека попали в плен. Партизаны захватили 1 миномёт, 31 пулемёт, 6 автоматов, 260 винтовок, свыше 200 000 патронов, 1267 ручных гранат и другие трофеи.
Командир 12-й дивизии Милан Станивукович, восхищённый успехом бригады, воскликнул: «Это второй Подгорач» (похожую победу одержала 12-я Славонская ударная бригада во время нападения на немецкий гарнизон в селе Подгорач летом 1944 года).
В приказе 12-й дивизии № 51 от 26 ноября 1944 года были отмечены за «храбрость и самоотверженность», проявленные в бою, ряд бойцов и командиров, среди них советские граждане Летнев Александр, Гречаный Иван, командир роты в 3-м батальоне, Горян Векослав (в другом приказе упоминается как Алексей), комиссар роты тяжёлого оружия (prateća četa) 3-го батальона.
Во время штурма опорного пункта в Пишкоревцах погибли 22 бойца Осиекской бригады, 77 получили ранения. В бою был тяжело ранен командир бригады Миливое Бабац Обилич (20 ноября умер в госпитале).
В числе убитых в отчёте о потерях значатся также имена советских граждан — партизан 3-го батальона Ефима Кудашова, уроженца Новосибирской области и Владимира Слезовьева (Slezovjev), уроженца Смоленска.

### Комментарии
1. ↑  Как показал поиск по электронной базе данных портала «Память народа», в список погибших Ефим Алексеевич Кудашов был включён преждевременно. Несмотря на тяжёлое ранение, он выжил. В январе 1945 года вместе с другими бойцами бригады прибыл в расположение Красной армии на Вировитицком плацдарме. 3 февраля 1945 года его отправилили в 233-й армейский запасный стрелковый полк 57-й армии[19].